# Bestuurlijke indeling van Noord-Cyprus

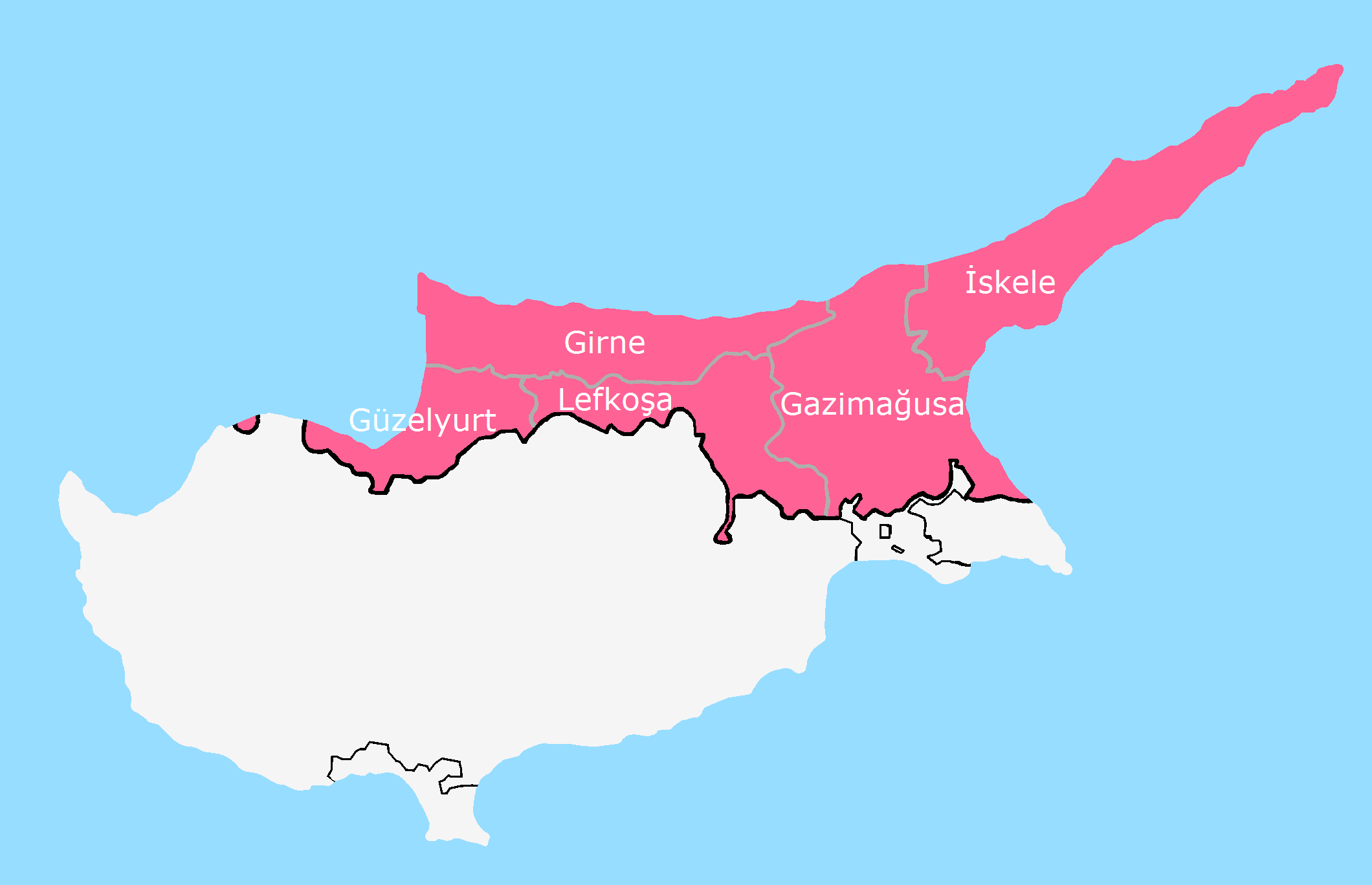
De districten van Noord-Cyprus

De bestuurlijke indeling van de Turkse Republiek Noord-Cyprus bestaat naast de centrale overheid uit twee bestuurslagen. Enerzijds de districten (İlçe) en anderzijds de gemeenten (Belediyesi). 
De vijf districten zijn uitvoeringsorganen van de centrale overheid en worden bestuurd door het door de regering benoemde districtshoofd, de Kaymakam)
Alle dorpen in Noord-Cyprus maken sinds 2008 deel uit van gemeenten. In totaal zijn er 28 gemeenten. De Gemeentewet regelt de inrichting van de gemeenten. Zij hebben een voor vier jaar gekozen gemeenteraad als algemeen besluitvormend orgaan en een gekozen burgemeester. De burgemeester geeft leiding aan de uitvoerende macht en vertegenwoordigt de gemeente. Hij is voorzitter van de gemeenteraad en heeft daarin bij stakende stemmen de doorslaggevende stem.